# Eolo-Kometa Cycling Team/Saison 2023
Diese Liste beschreibt die Mannschaft und die Siege des  Eolo-Kometa Cycling Teams in der Saison 2023. 

## Mannschaft
| Teamkader 2023                                      | Teamkader 2023    | Teamkader 2023 | Teamkader 2023                             |
| Name                                                | Geburtsdatum      | Land           | Vorheriges Team                            |
| --------------------------------------------------- | ----------------- | -------------- | ------------------------------------------ |
| Vincenzo Albanese                                   | 12. November 1996 | Italien        | Bardiani CSF Faizanè (2020)                |
| Davide Bais                                         | 2. April 1998     | Italien        | Cycling Team Friuli ASD (2020)             |
| Mattia Bais                                         | 19. Oktober 1996  | Italien        | Drone Hopper-Androni Giocattoli (2022)     |
| Simone Bevilacqua                                   | 22. Februar 1997  | Italien        | Vini Zabù (2021)                           |
| Alessandro Fancellu                                 | 24. April 2000    | Italien        |                                            |
| Erik Fetter                                         | 5. April 2000     | Ungarn         | Pannon (2019)                              |
| Lorenzo Fortunato                                   | 9. Mai 1996       | Italien        | Vini Zabù-Brado-KTM (2020)                 |
| Andrea Garosio                                      | 12. Juni 1993     | Italien        | Biesse-Carrera (2022)                      |
| Francesco Gavazzi                                   | 1. August 1984    | Italien        | Androni Giocattoli-Sidermec (2020)         |
| Giovanni Lonardi                                    | 9. November 1996  | Italien        | Bardiani CSF Faizanè (2021)                |
| Mirco Maestri                                       | 26. Oktober 1991  | Italien        | Bardiani CSF Faizanè (2021)                |
| Alex Martin                                         | 25. Januar 2000   | Spanien        | Kometa U23 (2021)                          |
| David Martin                                        | 19. Februar 1999  | Spanien        | Kometa U23 (2021)                          |
| Andrea Pietrobon                                    | 11. März 1999     | Italien        | EOLO-Kometa U23 (2022)                     |
| Davide Piganzoli                                    | 8. Juli 2002      | Italien        | EOLO-Kometa U23 (2022)                     |
| Simone Raccani (1. Jan.–9. Aug., Anm.)              | 2. März 2001      | Italien        | Zalf Euromobil Fior (2022)                 |
| Samuele Rivi                                        | 11. Mai 1998      | Italien        | Tirol KTM Cycling Team (2020)              |
| Javier Serrano                                      | 17. April 2001    | Spanien        | EOLO-Kometa U23 (2022)                     |
| Diego Sevilla                                       | 4. März 1996      | Spanien        | Polartec-Fundación Alberto Contador (2017) |
| Fernando Tercero                                    | 28. Dezember 2001 | Spanien        | EOLO-Kometa U23 (2022)                     |
| Davide De Cassan (1. Aug.–31. Dez., Stagiaire)      | 4. Januar 2002    | Italien        | Cycling Team Friuli ASD (2023)             |
| Francisco Muñoz Llana (1. Aug.–31. Dez., Stagiaire) | 24. Juni 2001     | Spanien        | EOLO-Kometa U23 (2022)                     |
|                                                     |                   |                |                                            |
| Quelle: ProCyclingStats                             |                   |                |                                            |

Anmerkung: Simone Raccani, Karriereende des Sportlers

## Siege
| Siege    | Siege                                                    | Siege      | Siege  | Siege             | Siege |
| Datum    | Rennen                                                   | Staat      | Klasse | Sieger            |       |
| -------- | -------------------------------------------------------- | ---------- | ------ | ----------------- | ----- |
| 29. Apr. | Asturien-Rundfahrt, 2. Etappe                            | Spanien    | 2.1    | Lorenzo Fortunato |       |
| 30. Apr. | Asturien-Rundfahrt, Gesamtwertung                        | Spanien    | 2.1    | Lorenzo Fortunato |       |
| 12. Mai  | Giro d’Italia, 7. Etappe                                 | Italien    | 2.UWT  | Davide Bais       |       |
| 24. Aug. | Tour Poitou-Charentes en Nouvelle-Aquitaine, 3. a Etappe | Frankreich | 2.1    | Samuele Rivi      |       |

## UCI Weltranglisten-Platzierungen
| UCI-Ranking | UCI-Ranking | UCI-Ranking | UCI-Ranking |
| Fahrer      | Fahrer      | Land        | Punkte      |
| ----------- | ----------- | ----------- | ----------- |